# Старе Каліново
Старе Каліново (пол. Stare Kalinowo) — село в Польщі, у гміні Кулеше-Косьцельне Високомазовецького повіту Підляського воєводства.
Населення — 116 осіб (2011).
У 1975-1998 роках село належало до Ломжинського воєводства.

## Демографія
Демографічна структура станом на 31 березня 2011 року:
|          | Загалом | Допрацездатний вік | Працездатний вік | Постпрацездатний вік |
| -------- | ------- | ------------------ | ---------------- | -------------------- |
| Чоловіки | 57      | 13                 | 38               | 6                    |
| Жінки    | 59      | 10                 | 34               | 15                   |
| Разом    | 116     | 23                 | 72               | 21                   |